# USS Wasp (LHD-1)
USS Wasp (LHD-1) je vrtulníková výsadková loď Námořnictva Spojených států amerických. Jedná se o první jednotku třídy Wasp.

## Výzbroj

### Protilodní výzbroj
Pro tyto účely je loď vybavena čtyřmi 25mm automatickými kanóny Mk 38 Mod 0 a čtyřmi 12,7mm kulomety M2 Browning.

### Protivzdušná výzbroj
Wasp je vyzbrojena dvěma raketovými systémy blízké obrany RIM-116 Rolling Airframe Missile, dvěma raketomety Mk 29 pro protiletadlové řízené střely moře-vzduch RIM-7 Sea Sparrow a třemi 20mm hlavňovými systémy blízké obrany Phalanx.

## Galerie

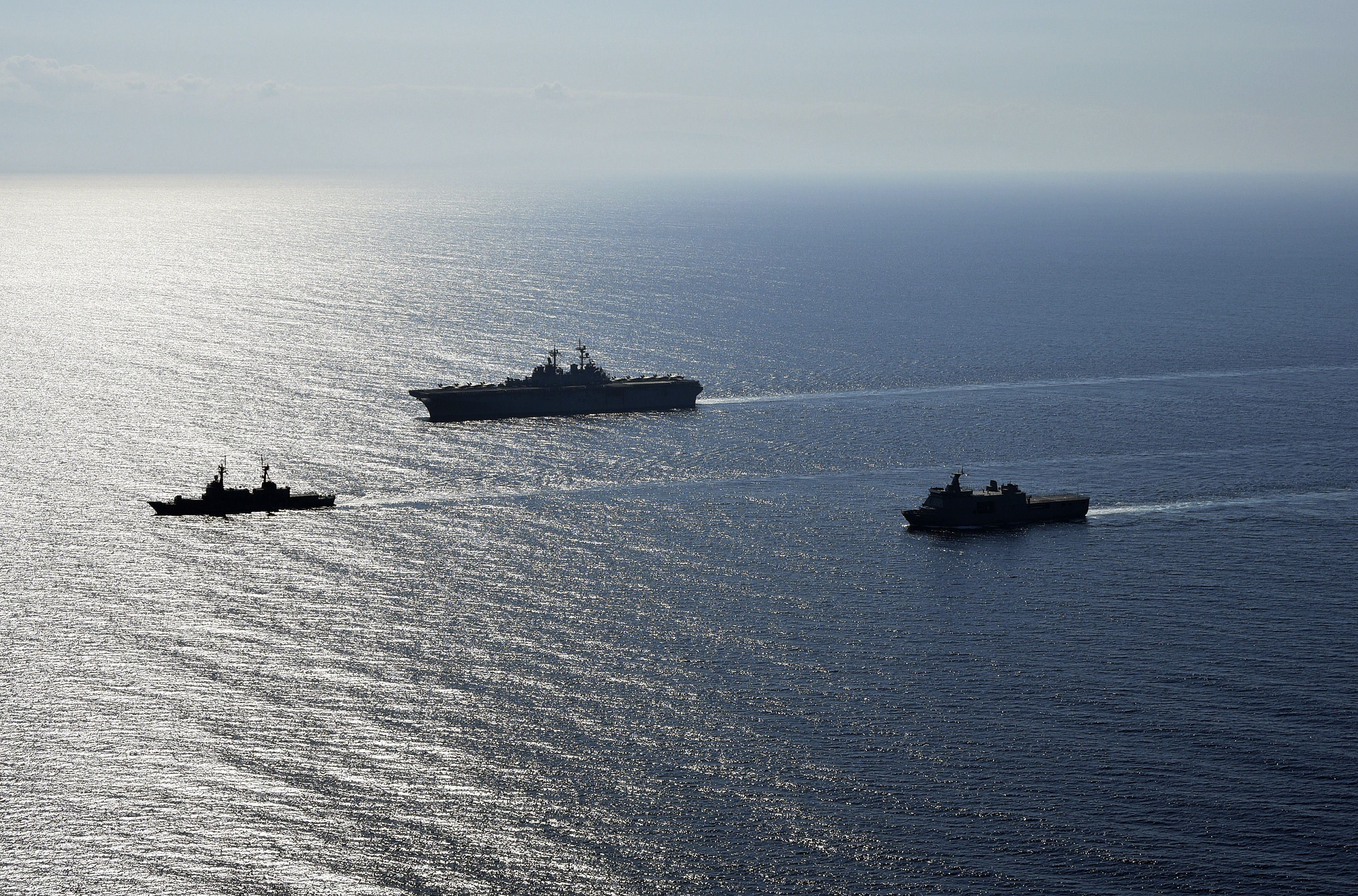
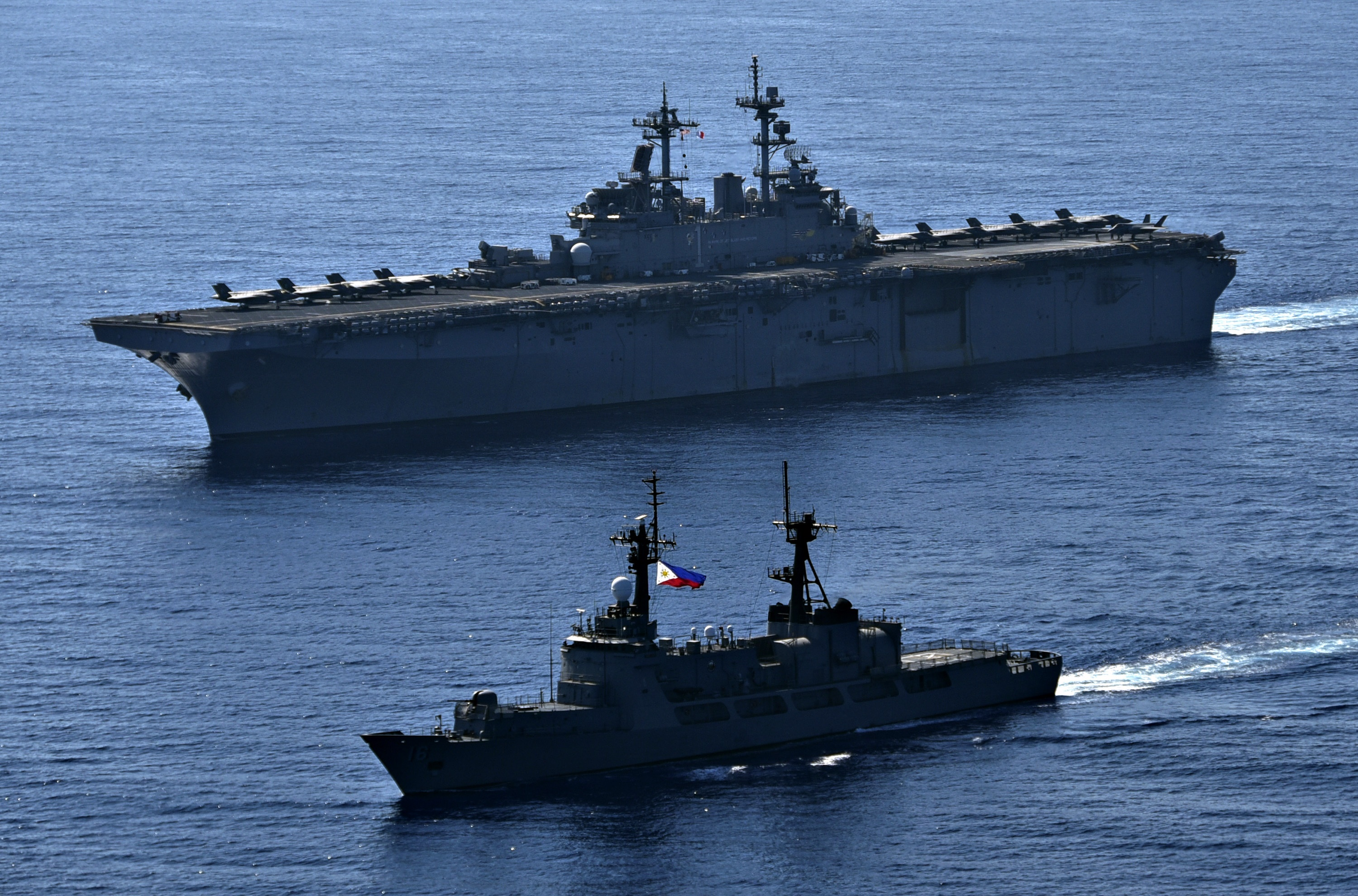
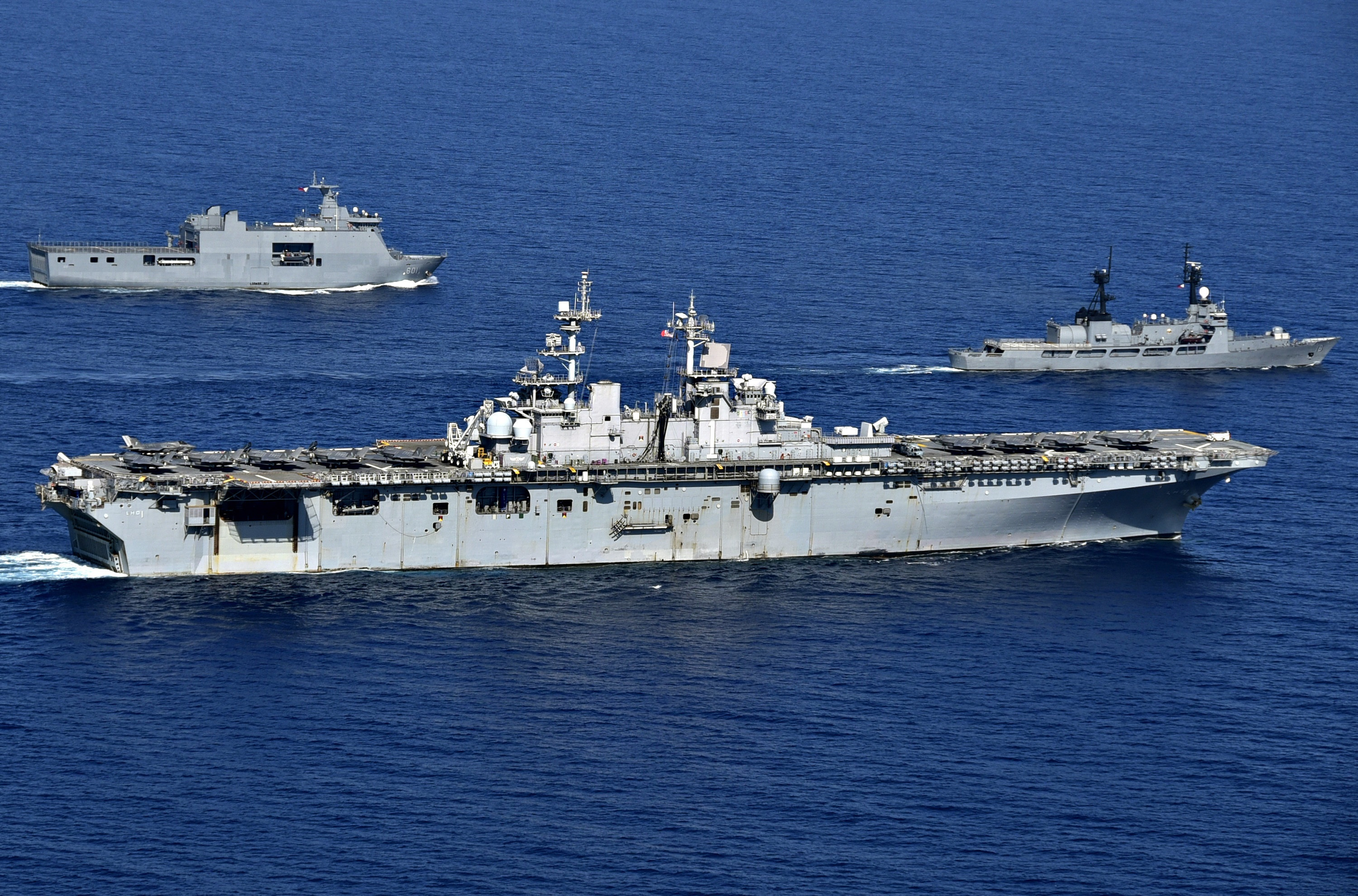
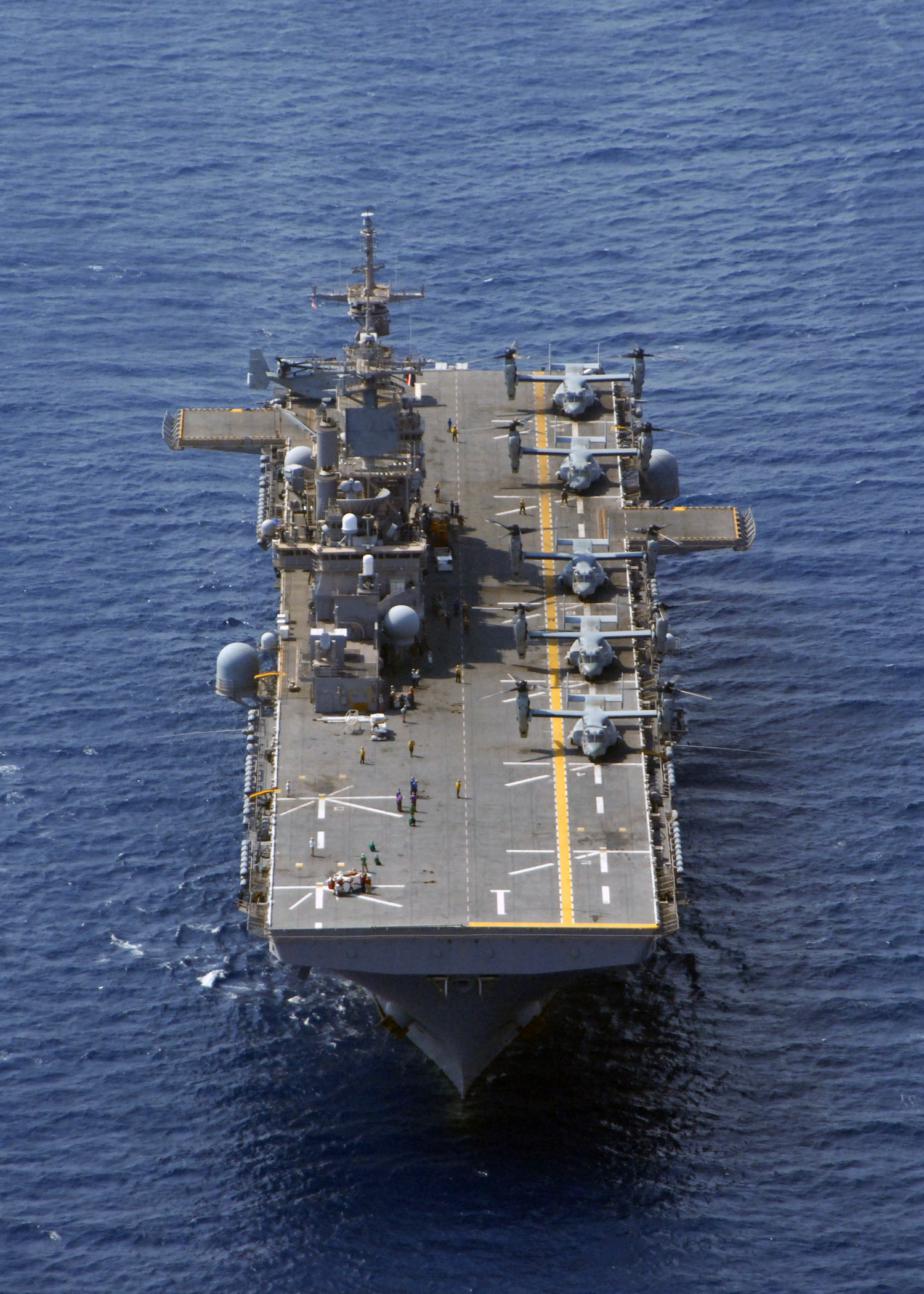
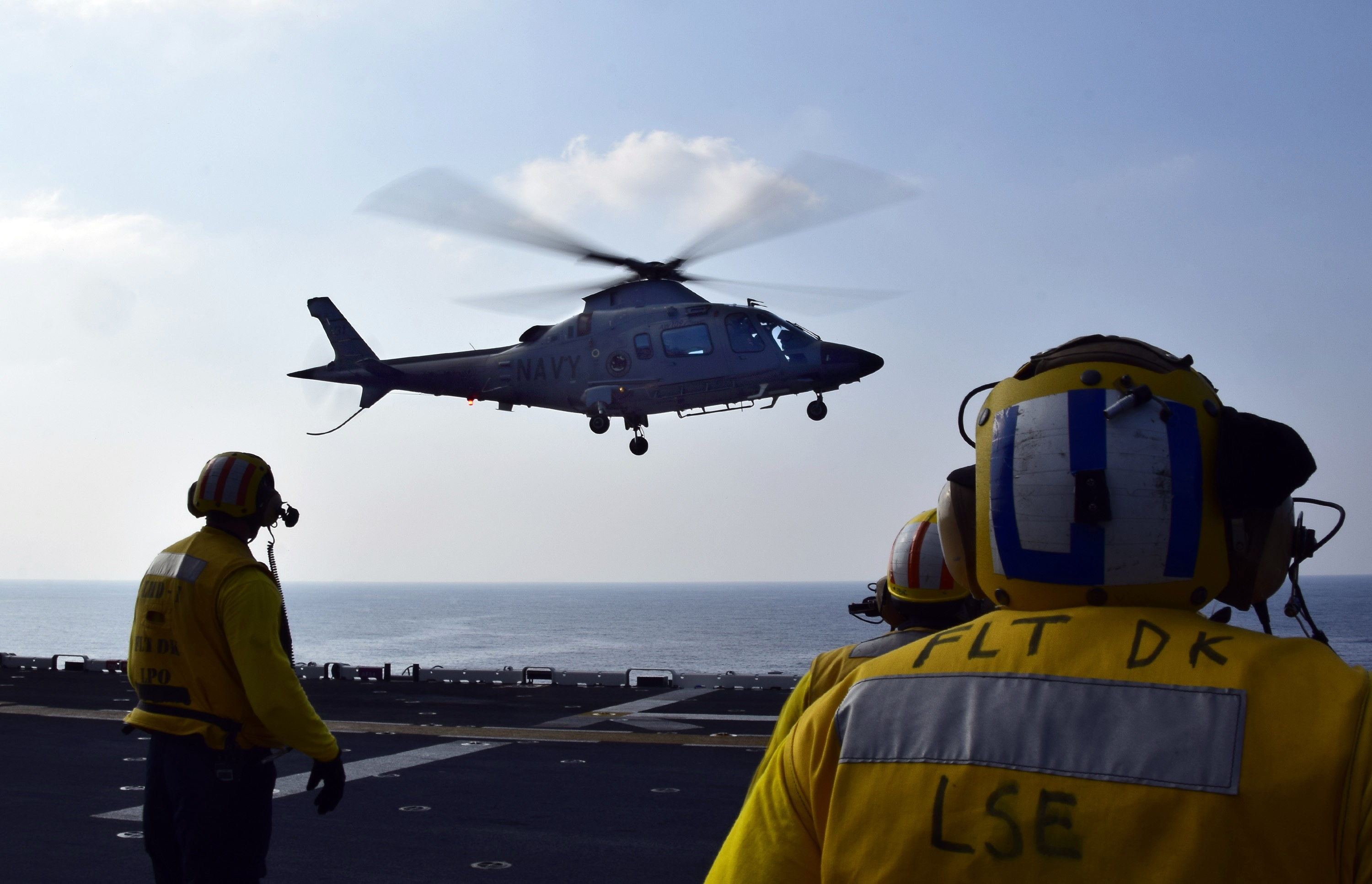
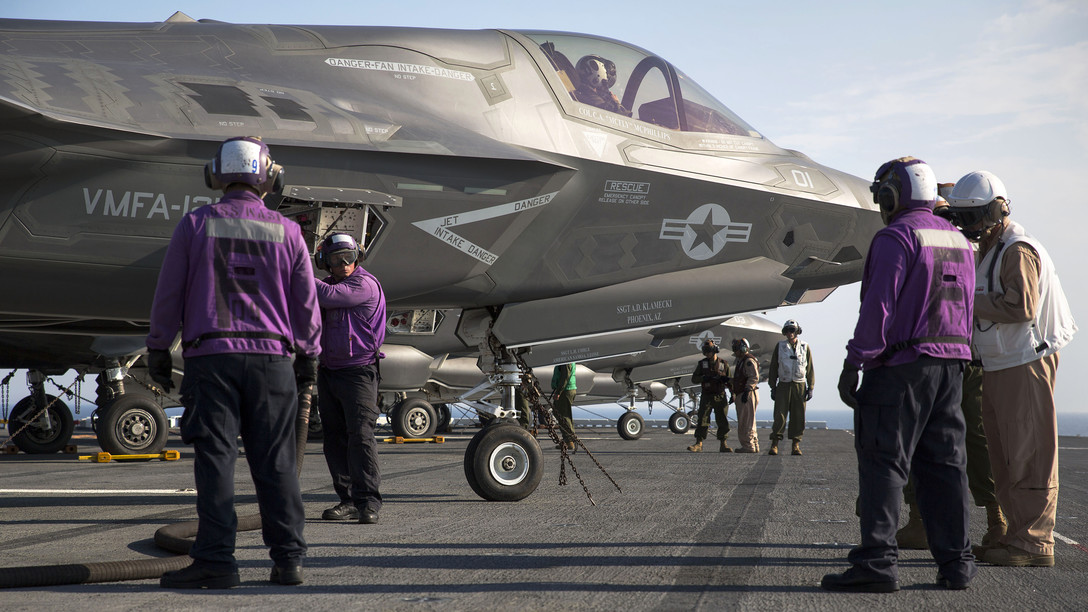
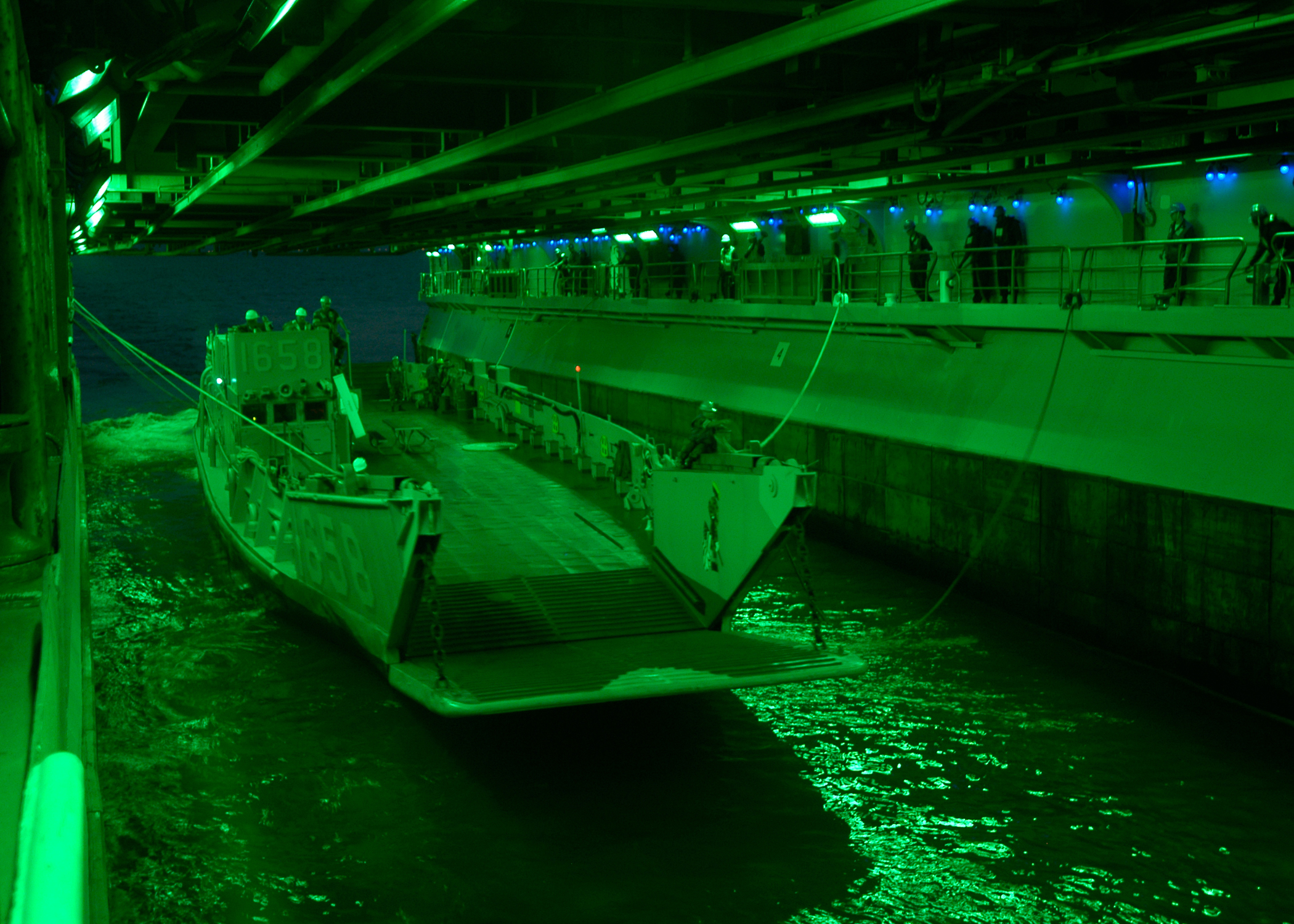